# Евтушенко, Андрей Иванович
Андрей Иванович Евтушенко (26 августа 1923 — 26 марта 2000) — участник Великой Отечественной войны, полный кавалер ордена Славы, старшина, начальник телефонной станции 3-го стрелкового батальона 1161-го стрелкового полка 351-й стрелковой дивизии 18-й армии 4-го Украинского фронта.

## Биография
Родился 26 августа 1923 года в селе Вязовок Павлоградского района Павлоградского округа в семье крестьянина. Украинец.
Окончил 10 классов в 1939 году. Работал в г. Днепропетровске на коксохимическом заводе.
На фронте — с 19.08.1941 года. Определён в 1161-й стрелковый полк, с которым прошёл всю войну. Ранен 28.08.1941 года, но находился в строю.
Описание подвигов:
Телефонист взвода связи батальона 1161-го стрелкового полка (351-я стрелковая дивизия, 60-я армия, 1-й украинский фронт) старший сержант Евтушенко в бою у с. Буртин (34 км юго-западнее г. Новград-Волынский, Житомирская область) 12.01.1944 года, обеспечивая устойчивую связь батальона с ротами, под огнём противника устранил 6 порывов на линии. 27.01 1944 года награждён орденом Славы 3 степени.
Помощник командира взвода связи батальона 1161-го стрелкового полка(351-я стрелковая дивизия, 18-я армия, 4-й Украинский фронт) старшина Евтушенко в бою 27.07.1944 года в районе г. Коломыя (Ивано-Франковская область) уничтожил до 10 вражеских солдат, вместе с бойцами взял 13 пленных. 4.09.1944 года награждён орденом Славы 2 степени.

3-4.10.1944 года в бою за высоту у посёлка Воловец (ныне пгт. Воловец, Закарпатской области) начальник телефонной станции батальона Евтушенко обеспечил командование непрерывной связью, уничтожил несколько гитлеровцев, а 2 пленил. 24.03.1945 года награждён орденом Славы 1 степени.
Демобилизован в декабре 1945 года.
После войны вернулся на родину и до 1950 года работал хлеборобом. Затем переехал в г. Павлоград, где работал во вневедомственной охране производственного объединения «Химзавод».
Участник Парада Победы на Красной площади в Москве в 1985 году. В числе десяти героев войны от Днепропетровской области. В числе 450 полных кавалеров Славы от всей страны.

## Награды
- Орден Славы 1-й степени (24.03.1945)
- Орден Славы 2-й степени (04.09.1944)
- Орден Славы 3-й степени (27.01.1944)
- Орден Отечественной войны 1 степени
- Боевые медали:
«За отвагу» (19.09.1943; 08.04.1944)
«За победу над Германией в Великой Отечественной войне 1941—1945 гг.»
- Юбилейные медали:
«За воинскую доблесть. В ознаменование 100-летия со дня рождения Владимира Ильича Ленина»
«Двадцать лет Победы в Великой Отечественной войне 1941—1945 гг.»
«50 лет Вооружённых Сил СССР»